# Große Eulenpfütz
Die Große Eulenpfütz ist eine Straße in Trier im Stadtteil Mitte.
Sie verläuft zwischen Dominikanerstraße und Mustorstraße. Etwa an der Hälfte der Straße gabelt sie sich. Die linke Gabelung heißt „Kleine Eulenpfütz“.

## Geschichte
Die Straße ist nach einem Brunnen benannt, aus dem Eulen Wasser zogen, der einst auf einer Hausfassade abgebildet war. „Pütz“ (von lat. puteus) ist ein altdeutsches Wort für Brunnen. Benennung und Bild entstammten einer Umdeutung von „Hegilputz“ um 1290.
Der Name „Eulengaß“ tauchte erstmals 1657 auf. Erst 1863 wurde zwischen Großer und Kleiner Eulenpfütz unterschieden.

## Kulturdenkmäler
Verschiedene historische Kulturdenkmäler geben der Straße ihr Bild. Dazu gehören auch einige Gebäude der kirchlichen Kurie.
Das Bild des namensgebenden Brunnens zierte noch bis ins 19. Jahrhundert ein Gebäude. Heute ist von dem Bild nichts mehr zu sehen. Bezug auf das ehemalige Bauwerk nimmt aber das Haus „Zur Eule“, Hausnummer 9.